# Natalia Kubin
Natalia Kubin (* 24. September 1993 in Okayama) ist eine deutsche Judoka. Sie trägt den 1. Dan.

## Erfolge
Kubin wurde 2009 Deutsche Meisterin in der Klasse bis 70 Kilogramm in der U17 und belegte den dritten Platz auf der Internationalen Deutschen Einzelmeisterschaft in Berlin. Höhepunkt war ihre Bronzemedaille bei der ersten U17-Weltmeisterschaft in Budapest. Der Titel der Deutschen Meisterin folgte im März 2009. Auch auf internationalen Turnieren in Twer (Russland), Teplice (Tschechien), beim Thüringen-Pokal und bei den Internationalen Deutschen Meisterschaften (IDEM) in Berlin erreichte sie Medaillenränge.
Im Juni 2009 stand Kubin auf der Rangliste der Europäischen Judo Union an zweiter Stelle hinter der Europameisterin Valeria Ferrari. 2010 fuhr sie als einer von zwei deutschen Judoka auf die 1. Olympischen Jugendspiele in Singapur und gewann am Ende die Silbermedaille in der Klasse bis 78 kg.
Im Erwachsenenbereich erreichte Kubin jeweils den dritten Platz bei den Europacup-Turnieren in Helsingborg 2014 sowie in Uster und in Sindelfingen 2015. Nach 2015 nahm sie nicht mehr an internationalen Turnieren teil.

## Leben
Natalia Kubin besuchte ab 2009 das Heinrich-Heine-Gymnasium in Kaiserslautern. Schon in früher Kindheit prägte Judo ihr Leben. Sie wählte schließlich Judo als Leistungssport. Sie spielt Violine.